# Liste der Kulturdenkmale im Stadtteil Universität

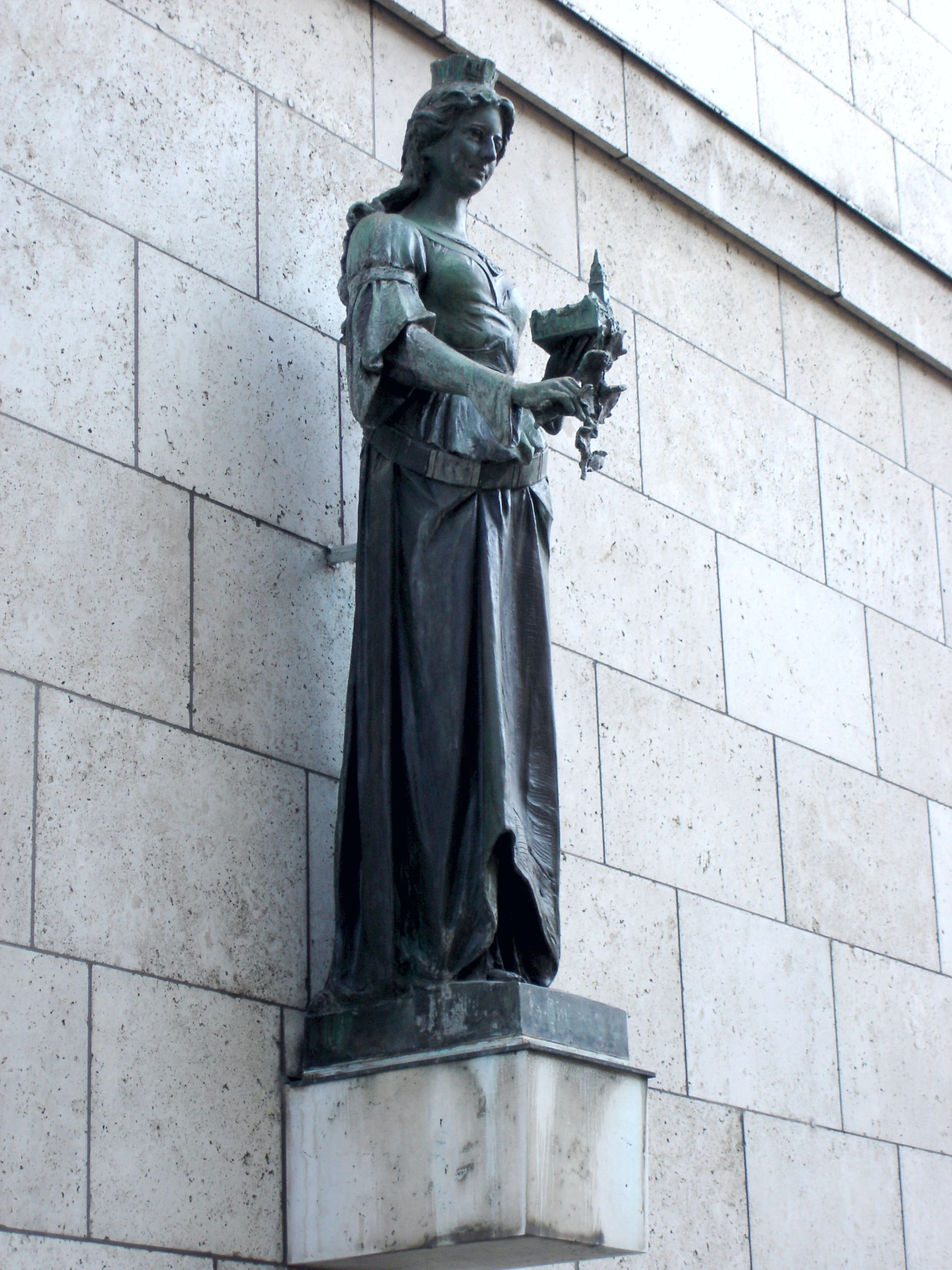
Stuttgardia

In der Liste der Kulturdenkmale im Stadtteil Universität sind alle unbeweglichen Bau- und Kunstdenkmale im Stuttgarter Stadtteil Universität aufgeführt, die in der Liste der Kulturdenkmale. Unbewegliche Bau- und Kunstdenkmale der Unteren Denkmalschutzbehörde für diesen Stadtbezirk Stuttgarts verzeichnet sind. Stand dieser Liste ist der 25. April 2008.  Die Liste wurde seitdem reduziert, so dass sich hier auch Objekte finden, die möglicherweise aktuell nicht mehr unter Denkmalschutz stehen.
Diese Liste ist nicht rechtsverbindlich. Eine rechtsverbindliche Auskunft ist lediglich auf Anfrage bei der Unteren Denkmalschutzbehörde der Stadt Stuttgart erhältlich.

## Allgemein
- Bild: Zeigt ein ausgewähltes Bild aus Commons, „Weitere Bilder“ verweist auf die Bilder im Medienarchiv Wikimedia Commons.
- Bezeichnung: Nennt den Namen, die Bezeichnung oder die Art des Kulturdenkmals.
- Lage: Straßenname und Hausnummer oder Flurstücknummer des Kulturdenkmals, gegebenenfalls auch den Ortsteil. Die Grundsortierung der Liste erfolgt nach dieser Adresse. Der Link (Karte) führt zu verschiedenen Kartendiensten mit der Position des Kulturdenkmals. Fehlt dieser Link, wurden die Koordinaten noch nicht eingetragen. Sind diese bekannt, können sie über ein Tool mit einer Kartenansicht einfach nachgetragen werden. In dieser Kartenansicht sind Kulturdenkmale ohne Koordinaten mit einem roten bzw. orangen Marker dargestellt und können durch Verschieben auf die richtige Position in der Karte mit Koordinaten versehen werden. Kulturdenkmale ohne Bild sind an einem blauen bzw. roten Marker erkennbar.
- Datierung: Baubeginn, Fertigstellung, Datum der Erstnennung oder grobe zeitliche Einordnung entsprechend des Eintrags in der zuständigen Denkmaldatenbank (Landesamt für Denkmalpflege Baden-Württemberg).
- Beschreibung: Kurzcharakteristik des Kulturdenkmals.

## Kulturdenkmale im Stadtteil Universität
| Bild           | Bezeichnung | Lage                                                        | Datierung              | Beschreibung | ID |
| -------------- | --- | ----------------------------------------------------------- | ---------------------- | --- | -- |
| Weitere Bilder | Liederhalle (Sachgesamtheit)                                                                                            | Berliner Platz 1, Flst.Nr. 511 (Karte)                      | 1956                   | Internationaler Stil ab 1950, Expressionismus, Adolf Abel und Rolf Gutbrod; Blasius Spreng, Maler und Bildhauer Geschützt nach § 12 DSchG                              |    |
|                | Ehemalige Königlich-Württembergische Baugewerkschule (seit 1971 Fachhochschule für Technik, nun Hochschule für Technik) | Breitscheidstr. 1, Schellingstr. 24 (Karte)                 | 1867–1870, 1948        | Historismus-dt./ital. Neorenaissance, Josef von Egle (1867–1870); Rudolf Lempp (1948) Geschützt nach § 2 DSchG                                                         |    |
|                | Ehemaliges Fabrik- und Verwaltungsgebäude der Robert Bosch AG (Sachgesamtheit)                                          | Breitscheidstr. 4, 6, 8; Forststr. 7; Seidenstr. 20 (Karte) | 1905–1913              | Frühe Industriearchitektur bis 1920, Carl Heim und Jakob Früh Geschützt nach § 2 DSchG                                                                                 |    |
| Weitere Bilder | Sogenannte Reithalle | Forststr. 2 (Karte)                                         | 1867–1888              | Historismus - Neorenaissance, Robert von Reinhardt, Prof. Geschützt nach § 2 DSchG                                                                                     |    |
|                | Teil der SG „Ehemaliges Fabrik- und Verwaltungsgebäude der Robert Bosch AG“                                             | Forststr. 7 (Karte)                                         |                        | Geschützt nach § 2 DSchG |    |
| Weitere Bilder | Ehemaliges VW-Hahn-Hochhaus                                                                                             | Friedrichstr. 10 (Karte)                                    | 1962–1964              | Internationaler Stil ab 1950, Expressionismus, Rolf Gutbrod, Hermann Kiess und Werner Jung Geschützt nach § 2 DSchG                                                    |    |
|                | Linden-Museum | Hegelplatz 1 (Karte)                                        | 1910–1911              | Neoklassizismus (süddeutscher), Georg Eser, Georg Friedrich Bihl und Alfred Woltz Geschützt nach § 2 DSchG                                                             |    |
| Weitere Bilder | Denkmal für den Arzt Dr. Hermann Burckhardt                                                                             | Hegelplatz, Flst.Nr. 7940/2 (Karte)                         | 1911                   | Ludwig Habich, Künstler; Paul Bonatz, Prof. Geschützt nach § 2 DSchG                                                                                                   |    |
| Weitere Bilder | Hoppenlau-Friedhof (Sachgesamtheit)                                                                                     | Hoppenlau-Friedhof, Flst.Nr. 7900, 7898/2 (Karte)           | 1626, 1749, 1824, 1840 | Geschützt nach § 2 DSchG |    |
|                | Fassaden des Geschäftshauses der Dresdner Bank                                                                          | Huberstr. 2, 4; Schloßstr. 20 (Karte)                       | 1915–1916              | Historismus - Neobarock, Schüttle, Regierungsbaumeister; Gustav Adolf von Bredow, Bildhauer Geschützt nach § 2 DSchG                                                   | BW |
|                | Teil des ehemaligen Polytechnikums, ursprünglicher Hauptbau                                                             | Keplerstr. 7 (Karte)                                        | 1860–1864, 1875–1879   | Historismus - italienische Neorenaissance, Josef von Egle (1860–1864); Christian Friedrich von Leins und Alexander von Tritschler (1875–1879) Geschützt nach § 2 DSchG |    |
|                | Ehemaliges königliches Steuerkollegium und Hauptsteueramt                                                               | Kienestr. 41, 43 (Karte)                                    | 1897                   | Italienische Neorenaissance, französischer Neoklassizismus, Albert von Berger, Baudirektor Geschützt nach § 2 DSchG                                                    |    |
| Weitere Bilder | Koppental-Brunnen (Sachgesamtheit)                                                                                      | Panoramastraße/Seestraße, Flst.Nr. 8599/2 (Karte)           | 1904–1905, 1926        | Historismus - Neobarock, Halmhuber, Künstler; E. Ehmann, Maler Geschützt nach § 2 DSchG                                                                                |    |
|                | Teil der SG „Ehemaliges Fabrik- und Verwaltungsgebäude der Robert Bosch AG“                                             | Seidenstr. 20 (Karte)                                       |                        | Geschützt nach § 2 DSchG |    |
| Weitere Bilder | Ehemaliges Fabrik- und Geschäftshaus (einschließlich Paternoster)                                                       | Seidenstr. 36 (Karte)                                       | 1933–1935              | Neue Sachlichkeit, Architekten der Robert Bosch AG Geschützt nach § 2 DSchG                                                                                            |    |
|                | 5 Figuren im Stadtgarten (= Teil der Sachgesamtheit „Ehemaliges Polytechnikums, ursprünglicher Hauptbau“)               | Stadtgarten, Keplerstr. 7 (Karte)                           | 1860–1864, 1975–1979   | Historismus - italienische Neorenaissance, Josef von Egle (1860–1864); Christian Friedrich von Leins und Alexander von Tritschler Geschützt nach § 2 DSchG             |    |